# Tiger Army
Тајгер арми (енгл. Tiger Army) је америчка музичка група настала 1996. у Берклију у Калифорнији.
Њен оснивач и фронтмен се зове Ник 13(енгл. Nick 13). Музички правац који група негује је Сајкобили. 
Сајкобили је жанр који чини комбинацију више музичких праваца као што су Панк-рок, Рокабили, Алтернативни Рок и други.
Група је објавила 5 студиских албума и 3 мини албума (енгл. EP) у досадашњој каријери. Најновији албум "V •••–" изашао је у мају 2016. године.

## Чланови
Од свог настанка до данас, Тајгер арми је променио много чланова и једини је Ник 13, певач и гитариста стални члан групе. 

### Садашњи чланови групе
- Ник 13 - вокал и гитара (од 1996)
- Ђорђе Стијеповић - контрабас (од 2015)
- Мајк Фасано - бубњеви (од 2015)

### Бивши чланови групе
- Џеф Крезги - контрабас, пратећи вокал (2000—2004, 2008-2014)
- Џоел Деј - контрабас (1996—1997)
- Адам Карсон - бубњеви (1996—1999)
- Лондон Меј - бубњеви (2000—2001)
- Фред Хел - бубњеви (2002—2004)
- Џеф Рофредо - контрабас (2004—2008)
- Џејмс Меза - бубњеви (2004—2015)

## Дискографија

### Студијски албуми
- 1999: Tiger Army
- 2001: Tiger Army II: Power of Moonlite
- 2004: Tiger Army III: Ghost Tigers Rise
- 2007: Music from Regions Beyond
- 2016: V •••–

### Мини албуми
- 1997: Temptation EP
- 2002: Early Years EP
- 2004: Ghost Tigers EP